# Prix Couilles au cul
Le Prix « Couilles au cul », fondé par Yan Lindingre en 2016, est une récompense culturelle décernée chaque année en marge du Festival international de la bande dessinée d'Angoulême pour rendre hommage au courage artistique d'un dessinateur.

## Histoire

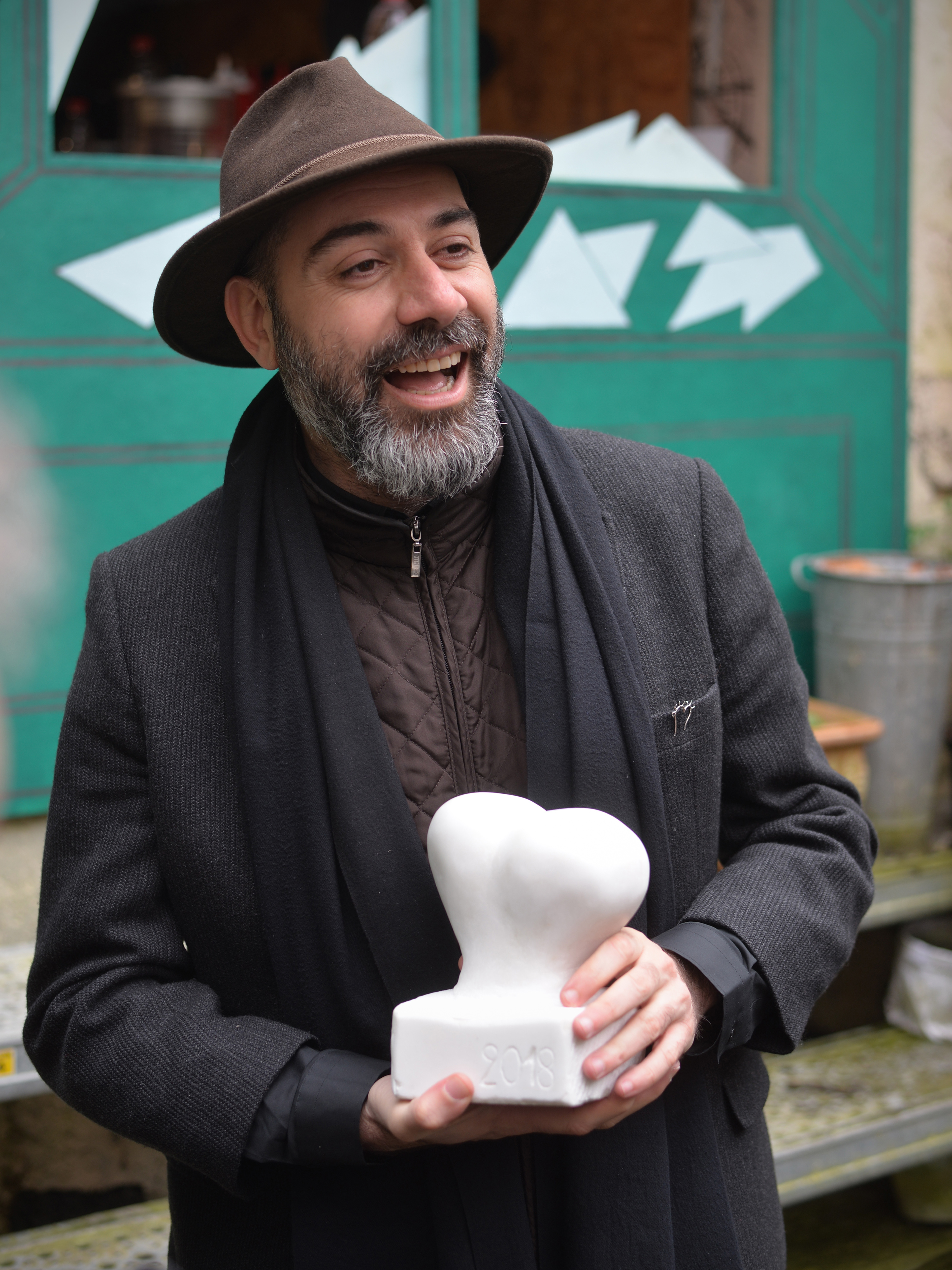
Le dessinateur iranien Kianoush Ramezani avec le prix « Couilles au cul » au Festival d'Angoulême 2018.

Après l'attentat contre Charlie Hebdo en janvier 2015, l'organisation du festival crée un prix « Liberté d'Expression », avec Charlie Hebdo, que Franck Bondoux (directeur du festival) et Marika Bret ont ensuite abandonné, l'estimant trop dangereux pour le lauréat,. Yan Lindingre, auteur français et alors rédacteur en chef de Fluide glacial, lance le nouveau prix au titre délibérément provocateur, qui a suscité des réactions contrastées.
Le trophée remis est une paire de testicules en céramique. Par ce prix accordé aux dessinateurs victimes de menaces dans leur pays, les organisateurs entendent « récompenser un artiste à la fois talentueux et courageux, qui doit se battre pour continuer de publier ».
Le prix est soutenu par l'organisation du Off of off, Cartooning for Peace, Actua BD, Fluide glacial et Sud Ouest.

## Lauréats
- 2016 : Nadia Khiari, dessinatrice et créatrice du personnage Willis from Tunis[1],  Tunisie ;
- 2017 : Ramize Erer, dessinatrice[6],  Turquie ;
- 2018 : Kianoush Ramezani, dessinateur[7],  Iran ;
- 2019 : Jamón y Queso (Ramon Esono Ebalé), activiste[8],  Guinée équatoriale ;
- 2020 : Nime, dessinateur[4],  Algérie.
- 2021 : non décerné
- 2022 : Zainab Fasiki, dessinatrice[9],  Maroc;
- 2023 : Victoria Lomasko[10], dessinatrice russe en exil,  Russie ;
- 2024 : Marilena Nardi[réf. souhaitée], dessinatrice italienne.